# Каллошемьен
Каллошемьен (венг. Kállósemjén) — посёлок(надькёжег) в медье Сабольч-Сатмар-Берег в Венгрии.
Посёлок занимает площадь 54,52 км², там проживает 3736 жителей (по данным 2010 года). По данным 2001 года, 99 % жителей посёлка — венгры, 1 % — цыгане.

## Расположение
Посёлок расположен примерно в 18 км к юго-востоку от города Ньиредьхаза. В посёлке есть железнодорожная станция, церковь, замок Каллай и часовня.

## Население
| Год  | Численность | Численность |
| ---- | ----------- | ----------- |
| 2013 | 3600        | [ 4 ]       |
| 2014 | 3568        | [ 5 ]       |
| 2015 | 3537        | [ 6 ]       |
| 2021 | 3451        | [ 7 ]       |
| 2022 | 3366        | [ 8 ]       |
| 2023 | 3388        | [ 9 ]       |
| 2024 | 3424        | [ 1 ]       |